# Слобозия (Штефан-Водский район)
Слобозия (рум. Slobozia) — село в Штефан-Водском районе Молдавии. Относится к сёлам, не образующим коммуну.

## География
Село расположено на высоте 147 метров над уровнем моря.

## Население
По данным переписи населения 2004 года, в селе Слобозия проживает 5960 человек (2893 мужчины, 3067 женщин).
Этнический состав села:
| Национальность | Число жителей | Процентный состав |
| -------------- | ------------- | ----------------- |
| молдаване      | 3743          | 62,8              |
| румыны         | 28            | 0,47              |
| украинцы       | 22            | 0,37              |
| русские        | 17            | 0,29              |
| гагаузы        | 3             | 0,05              |
| болгары        | 3             | 0,05              |
| прочие         | 5             | 0,08              |
| Всего          | 5960          | 100 %             |